# 加爾勒球場
加爾勒球場（荷蘭語：GelreDome，荷蘭語發音：[ˈɣɛlrədoːm]），是一座位在荷蘭阿納姆的足球場。該座足球場當前是荷甲俱樂部維特斯的主場。它在1998年3月25日時開始啟用，球場設置有可伸縮的頂棚以及一個可輪替的場地，讓球場場地在舉行不同活動時，包括大型足球比賽或是戶外的大型演唱活動，可以向室外伸出與向室內縮回，並設置有室內空調系統。加爾勒球場最高可以容納34,000觀眾。該球場也是取代了Nieuw Monnikenhuize舉辦2000年歐洲國家盃在荷蘭與比利時之間的主場館之一。
加爾勒球場在2008年8月13日第二次成為歐冠聯賽的比賽場地，由荷甲的純特主場對上英超的兵工廠 ，由於純特原本主場的赫羅爾斯城堡球場當時正在維修，因此維特斯便將自己的主場加爾勒球場暫時租借給純特進行比賽。2001年，在當季的賽季之前，由於PSV恩荷芬對上凱撒勞頓的比賽後發生動亂，因此，作為歐足聯的裁罰，PSV恩荷芬必須僅能在加爾勒球場進行比賽。加爾勒球場另一次舉辦歐冠聯賽是在2011年7月26日，因為在此之前，原先比賽場地赫羅爾斯城堡球場發生頂棚坍塌事件導致兩名施工的人員死亡，所以純特在第三輪資格賽第一場主場對上瓦斯盧伊的比賽就改到加爾勒球場。
原先在荷蘭與比利時聯合申辦2018年世界盃時，將加爾勒球場也納入申辦的場地之一，並且，該場地舉辦過歐冠聯賽以及仍是荷蘭最大與最現代化的足球場，然而因該場地不合FIFA 國際足總最低容納人數要有44,000人的需求以及，該場地如要進行改建，以它的設計被認為是不具經濟效益的而作罷。

## 2000年歐洲國家盃
| 日期          | 時間     | 階段 | 隊伍 1     | 參考 | 隊伍 2 |
| ------------- | -------- | ---- | ---------- | ---- | ------ |
| 2000年6月11日 | 下午2:30 | B組  | 土耳其     | 1–2  | 義大利 |
| 2000年6月17日 | 下午6:00 | A組  | 羅馬尼亞   | 0–1  | 葡萄牙 |
| 2000年6月21日 | 下午6:00 | C組  | 斯洛維尼亞 | 0–0  | 挪威   |

## 音樂會
憑藉著可伸縮的頂棚與可輪替至室內或室外的場地，因此加爾勒球場時常舉辦各大音樂會活動。
- Spice Girls為 Spiceworld 巡迴在1998年3月28日以及29日各舉辦過一場演唱會 ( 後者被記錄為一個非官方的現場直播 )
- Janet Jackson 為 The Velvet Rope World 巡迴在1998年6月9日舉辦過演唱會，並且它是第一位單獨在加爾勒球場演出的藝人。
- Bon Jovi 為 Crush 巡迴在2000年9月1日舉辦過演唱會。
- Britney Spears 為 Oops!... I Did It Again 巡迴在2000年22月4日舉辦過演唱會，這是他第一次來到荷蘭舉行演唱會。
- Dj Tiesto 在2013年5月10日舉辦 Tiësto in Concert 演唱會。
- Madonna 為 Re-Invention World 巡迴在2004年9月8日以及9日舉辦演唱會。
- Sting  在 "Symphonica in Rosso",為他的 Symphonicities 巡迴在2010年10月15日以及16日舉辦過演唱會。
- Diana Ross 2009年舉辦過兩場演唱會，原本要舉辦第三場被官方駁回。
- Tina Turner 為 Tina!: 50th Anniversary 巡迴在2009年3月21日以及22日舉辦過演唱會，並且有88.000人次入場，該演唱會後來還錄製並發行的 DVD名為 Tina Live。
- Rihanna 在2010年的 Earth 巡迴以及2011年的 Loud 巡迴各舉辦過一場演唱會。
- Lady Gaga在2010年5月15日為 Monster Ball 巡迴舉辦過一場演唱會。
- Iron Maiden 在2011年6月8日舉辦演唱會
- Qlimax 2003 - 2014
- AC/DC 為 Rock or Bust World Tour 巡迴在2015年5月5日舉辦過一次演唱會。

## 資料來源
1. ↑  http://www.worldofstadiums.com/europe/netherlands/gelredome/

## 外部連結
- Official website

51°57′46.38″N 5°53′34.13″E / 51.9628833°N 5.8928139°E